# Valdemar Sequeira
Valdemar do Nascimento Sequeira (Moimenta (Cinfães), 29 april 1961) is een Portugees componist en dirigent.

## Levensloop
Sequeira begon op 11-jarige leeftijd trompet te spelen in de Banda de Tarouquela in een andere deelgemeente van Cinfães. Bij de Banda de Música da Região Militar do Norte wisselde hij op de tuba. Hij vertrok naar Coimbra en wisselde opnieuw het instrument op hoorn en werd ingezet bij de Banda de Música da Região Militar Centro.
Van 1983 tot 1985 studeerde hij muziekpedagogiek aan de militaire academie. Daarnaar werd hij dirigent van de Banda filarmónica de Castanheira de Pêra. Hij was ook medeoprichter van het Coimbra koperkwintet.
In augustus 1987 werd hij verzet, en nu als dirigent van de Banda de Música da Região Militar do Norte naar Porto. Tegelijkertijd werd hij van de civiele Banda de Música de Piães als dirigent gewonnen. In 1988 werd hij solist in het Orquestra de Camerata do Porto. In deze tijd studeerde hij rond 1 jaar bij prof. Eddy Tauber. In 1989 werd hij ook dirigent van de Banda dos Bombeiros Voluntários de Esposende São Paio D’Antas (harmonieorkest van de vrijwillige brandweer van Esposende São Paio D’Antas). Tegenwoordig is hij nog in deze functie. Vanzelfsprekend heeft hij ook hoorn aan het Conservatório de Música do Porto in de klas van Gil Lopes.
Hij is werkzaam als docent aan de Muziek-academie in Esposende, aan de muziekschool van de Banda de Música de Nespereira, aan de muziekschool van de Banda dos Bombeiros Voluntários de Esposende São Paio D’Antas en aan de muziekschool van de Paróquia do padrão da Légua (Parochie van St. Légua). Verder organiseert hij cursussen voor dirigenten en muzikanten in de hele regio.
Als solo hoornist heeft hij met verschillende orkesten in Portugal en Brazilië samengewerkt.
Als componist schreef hij vooral werken voor harmonieorkest en kamermuziek voor blazers.

## Composities

### Werken voor harmonieorkest
- 2005 Retalhos do Minho, rapsodie
- Bailar em Nespereira, rapsodie
- Cantares de Sempre, 2e rapsodie
- Vamos à Romaria, rapsodie
- Manuel Sequeira, paso-doble di concierto Manuel Sequeira - paso-doble

#### Marsen
- 2005 Saudação a Cabrela, mars
- 2006 Santa Cecilia, processiemars
- 4º Aniversário - Rapidgás, mars
- Armando Melo, concertmars
- Casa da Música d'Antas, mars
- Centenário da Filarmónica Ancianense, mars
- Conselho Adm. da S.T.C.P., mars
- Eng. Antonio Mota, mars
- Homenagem a Jorge Antunes, mars
- Noite de Luar, concertmars
- Nossa Senhora do Monte, processiemars
- Paixão dos Músicos d'Antas, mars
- Prof. Manuel Casimiro, mars
- Prof. Oliveira Marques, mars
- São Bento, processiemars
- Santa Catarina, processiemars

### Kamermuziek
- Noite Feliz, voor blazerskwintet